# Rue de Verdun (Évreux)
Pour les articles homonymes, voir Rue de Verdun.
La rue de Verdun est une rue située à Évreux, dans la région Normandie, dans le département de l'Eure, en France.

## Origine du nom
Son nom fait référence à la bataille de Verdun en 1916 lors de la Première Guerre mondiale (1914-1918), qui sauve la France du désastre de la Somme, en 1915 et de la désastreuse offensive en Craonne et Bériobach, consacrent l'évincement de Nivelle au profit de Philippe Pétain.

## Bâtiments notables
no 2, rue de Verdun, ancien tribunal de grande instance en architecture post-moderne emblématique des années 1990, inauguré en 1995 et fermé en 2019 avec la fusion des tribunaux d'instance et de grande instance avec la reforme de la justice de Nicole Belloubet.
no 3, ordre des avocats d'Évreux, bâtiment d'architecture anglo-normande. no 3 bis, siège social de France 3 Normandie dans l'Eure dans un bâtiment néo-classique datent du XIXe siècle
no 6, résidence préfectorale construite par l'architecte Pierre Dupont architecte de la reconstruction d'Évreux, par ailleurs constructeur de l'église Sainte-Thérèse-de-Lisieux de la Madelaine à Évreux, rue des Violettes et de nombreuses églises dans les Hauts-de-Seine.